# Beaux Barfield
Beaux Barfield (* 1971 oder 1972) ist ein US-amerikanischer Sportfunktionär und ehemaliger Automobilrennfahrer. Er war von 2012 bis 2014 Rennleiter der IndyCar Series. 2015 ist er Renndirektor der United SportsCar Championship.

## Karriere
Barfield begann seine Karriere im Motorsport als Rennfahrer. 1993 und 1994 fuhr er in der U.S. F2000 National Championship. 1993 wurde er Dritter in der Gesamtwertung, 1994 entschied er die Ovalwertung für sich. 1995 wechselte Barfield zu Breezley Motorsports in die Indy Lights. Er nahm an zwei Rennen teil. Ein achter Platz war sein bestes Resultat. In der Gesamtwertung wurde er 23. Anschließend beendete er seine Karriere als Rennfahrer und arbeitet in einigen Rennfahrerschulen.
2003 wurde Barfield Rennsteward der Champ-Car-Serie. Diese Position behielt er bis zum Ende der Rennserie im Jahr 2007. Zudem war er 2006 und 2007 Chefsteward der Atlantic Championship. 2008 übernahm Barfield die Position des Renndirektors der American Le Mans Series. Er übte diese Position bis Ende 2011 aus. Anfang 2012 wurde er von der IndyCar Series als neuer IndyCar-Rennleiter vorgestellt. Dort löste er Brian Barnhart ab, der zuvor wegen inkonsequenter Regelauslegungen in die Kritik geraten war. Barfield blieb bis Ende 2014 Renndirektor.
Seit 2015 ist Barfield Renndirektor der United SportsCar Championship. In dieser Funktion ist er ebenfalls für die Continental Tire Sports Car Challenge zuständig.

## Persönliches
Barfield stammt aus Houston, Texas und ist mit Cody Unser liiert. Unser ist die Tochter des ehemaligen Rennfahrers Al Unser junior.

## Karrierestationen (Rennfahrer)
- 1993: U.S. F2000 National Championship (Platz 3)
- 1994: U.S. F2000 National Championship
- 1995: Indy Lights (Platz 23)